# Municipio de Santiago del Río
El municipio de Santiago del Río es uno de los 570 municipios en que se divide el estado mexicano de Oaxaca. Se encuentra en el noroeste del estado en la región Mixteca. Su cabecera es la población de Santiago del Río.

## Geografía
El municipio de Santiago del Río se encuentra ubicado en el noroeste del estado de Oaxaca, formando parte de la región Mixteca y del distrito de Silacayoapam.
El territorio municipal tiene una extensión total de 38.55 kilómetros cuadrados que equivalen al 0.04 % de la extensión total del estado. Sus coordenadas geográficas extremas son 17°22′ - 17°30′ de latitud norte y 98°3′ - 98°9′ de longitud oeste; su territorio tiene una altitud que va de 1500 a un máximo de 2300 metros sobre el nivel del mar.
Limita al oeste y al norte con el municipio de Silacayoápam, al noroeste con el municipio de Ixpantepec Nieves y al este y al sur con el municipio de San Sebastián Tecomaxtlahuaca.

## Demografía
La población total del municipio de Santiago del Río de acuerdo con el Censo de Población y Vivienda realizado en 2010 por el Instituto Nacional de Estadística y Geografía, es de 614 habitantes, de los que 306 son hombres y 308 son mujeres.
La densidad de población asciende a un total de 15.93 personas por kilómetro cuadrado.

### Localidades
El municipio se encuentra formado por solo seis localidades, las principales y su población de acuerdo al censo de 2010 son:
| Localidad           | Población |
| Total Municipio     | 614       |
| Santiago del Río    | 365       |
| San Francisco Higos | 192       |
| Barrio Colorado     | 31        |
| Barrio del Gavilán  | 16        |
| Rancho el Varejonal | 10        |

## Política
El gobierno del municipio de Santiago del Río se rige por principio de usos y costumbres que se encuentra vigente en un total de 424 municipios del estado de Oaxaca y en las cuales la elección de autoridades se realiza mediante las tradiciones locales y sin la intervención de los partidos políticos. 
El ayuntamiento de Santiago del Río está integrado por el presidente municipal, un síndico y el cabildo integrado por tres regidores.

### Representación legislativa
Para la elección de diputados locales al Congreso de Oaxaca y de diputados federales a la Cámara de Diputados federal, el municipio de Santiago del Río se encuentra integrado en los siguientes distritos electorales:
Local:
- Distrito electoral local de 6 de Oaxaca con cabecera en Heroica Ciudad de Huajuapan de León.[4]

Federal:
- Distrito electoral federal 6 de Oaxaca con cabecera en Oaxaca de Juárez.[5]